# Championnats de Taïwan de cyclisme sur route
Les championnats de Taiwan de cyclisme sur route sont les championnats nationaux de cyclisme sur route organisés par la Fédération de Taiwan de cyclisme.

## Hommes

### Podiums de la course en ligne
| Année | Vainqueur        | Deuxième         | Troisième        |
| ----- | ---------------- | ---------------- | ---------------- |
| 2009  | Feng Chun-kai    | Chen Li-wei      | Chiang Li-yao    |
| 2010  | Feng Chun-kai    | Chiang Li-yao    | Peng Yuan-tang   |
| 2011  | Feng Chun-kai    | Lee Wei-cheng    | Liu Wei-chieh    |
| 2012  | Wu Po-hung       | Liu Shu-ming     | Hung Kun-hung    |
| 2013  | Feng Chun-kai    | Hung Kun-hung    | Lee Wei-cheng    |
| 2014  | Feng Chun-kai    | Liu Shu-ming     | Peng Yuan-tang   |
| 2015  | Feng Chun-kai    | Lu Shao-hsuan    | Chen Chien-liang |
| 2016  | Lu Shao-hsuan    | Huang Wen-chung  | Wu Chih-hao      |
| 2017  | Feng Chun-kai    | Hsu Hsuan-ping   | Chen Chien-liang |
| 2018  | Feng Chun-kai    | Lu Shao-hsuan    | Wu Chih-hao      |
| 2019  | Lu Shao-hsuan    | Chen Chien-liang | Lin Xiao-long    |
| 2020  | Chen Chien-liang | Wu Chih-hao      | Lu Shao-hsuan    |
| 2021  | Feng Chun-kai    | Wu Chih-hao      | Hsiao Shih-hsin  |
| 2022  | Liu En-chieh     | Chang Chih-sheng | Lu Shao-hsuan    |
| 2023  | Hsiao Shih-hsin  | Sergio Tu        | Lu Shao-hsuan    |
| 2024  | Chun Kai Feng    | Ting Wei Li      | Chih Sheng Chang |

Multi-titrés
- 9 : Feng Chun-kai
- 2 : Lu Shao-hsuan

### Podiums du contre-la-montre
| Année | Vainqueur     | Deuxième         | Troisième        |
| ----- | ------------- | ---------------- | ---------------- |
| 2012  | Lee Wei-cheng | Wu Po-hung       |                  |
| 2013  | Feng Chun-kai | Lee Wei-cheng    | Wu Po-hung       |
| 2015  | Feng Chun-kai | Yang Wu-hsin     | Chen Chien-liang |
| 2016  | Sergio Tu     | Yang Wu-hsin     | Hsu Hsuan-ping   |
| 2017  | Feng Chun-kai | Chen Chien-liang | Wang Jing-huei   |
| 2018  | Feng Chun-kai | Peng Yuan-tang   | Wu Chih-hao      |
| 2019  | Feng Chun-kai | Wu Chih-hao      | Peng Yuan-tang   |
| 2020  | Sergio Tu     | Wu Chih-hao      | Yu Tzu-liang     |
| 2021  | Sergio Tu     | Yu Tzu-liang     | Wu Chih-hao      |
| 2022  | Sergio Tu     | Li Ting-wei      | Wu Chih-hao      |
| 2023  | Sergio Tu     | Feng Chun-kai    | Wu Chih-hao      |
| 2024  | Chun Kai Feng | Yen Yi Ho        | Ting Wei Li      |

Multi-titrés
- 6 : Feng Chun-kai
- 5 : Sergio Tu

## Femmes

### Podiums de la course en ligne
| Année | Vainqueur       | Deuxième        | Troisième       |
| ----- | --------------- | --------------- | --------------- |
| 2010  | Ho Hsiung Huang | Cha Wen Chiang  | Jia Hui Lin     |
| 2019  | Huang Ting-ying | Hsiao Mei-yu    | Tsai Ya Yu      |
| 2020  | Huang Ting-ying | Tsai Ya Yu      | Sheng Hsin Chiu |
| 2021  |                 |                 |                 |
| 2022  | Huang Ting-ying | Hsiao Mei-yu    | Zeng Ke Xin     |
| 2023  | Tsai Ya Yu      | Sheng Hsin Chiu | Hsiu Yu Cheng   |
| 2024  |                 |                 |                 |

### Podiums du contre-la-montre
| Année | Vainqueur       | Deuxième    | Troisième      |
| ----- | --------------- | ----------- | -------------- |
| 2019  | Huang Ting-ying | Zeng Ke Xin | Chuang Tzu Yun |
| 2020  | Huang Ting-ying | Tsai Ya Yu  | Chuang Tzu Yun |
| 2021  |                 |             |                |
| 2022  | Huang Ting-ying | Zeng Ke Xin | Tsai Ya Yu     |
| 2023  | Zeng Ke Xin     | Tsai Ya Yu  | Ying Hsiu Lei  |
| 2024  |                 |             |                |